# Écardenville-sur-Eure
Écardenville-sur-Eure település Franciaországban, Eure megyében. Lakosainak száma 583 fő (2018. január 1.). Écardenville-sur-Eure Autheuil-Authouillet, Reuilly és La Croix-Saint-Leufroy községekkel határos.

## Népesség
A település népességének változása:
| Lakosok száma | 226  | 253  | 399  | 501  | 535  | 528  | 533  | 535  | 598  | 583  |
|               | 1962 | 1968 | 1982 | 1990 | 1999 | 2008 | 2011 | 2013 | 2017 | 2018 |